# 四合院
四合院（しごういん、ピンイン:sìhéyuàn）は、中国伝統住宅の様式である。

## 概要
名前のとおり四つの辺に建物を置き、中央を庭園とする。方形の中庭を囲んで、1棟3室、東西南北4棟を単位とする北方中国伝統的家屋建築である。道路（胡同）に面した建物の壁と接続して高さ2メートル近い煉瓦壁が築かれ、南側に大門（表門）を構える。中国の書物によれば三千年以上の歴史があり、中国の各地には様々なタイプや形式があるが、その中で北京の四合院が代表的である。四方を囲うことで外部からは視線、進入経路などを適切にカットする一方で、内部には開かれた、居住空間とバランスのとれた庭園空間を提供する。その建築と構造は中国の伝統的な尊卑思想と陰陽五行思想を体現している。典型的な特徴は中心線によって左右対称であり、これを大きく拡張すると、皇居、王府であり、小さくなると、庶民の住宅となる。紫禁城のような王宮から郊外の伝統的な農民の家に至るまですべてが四合院の形式である。

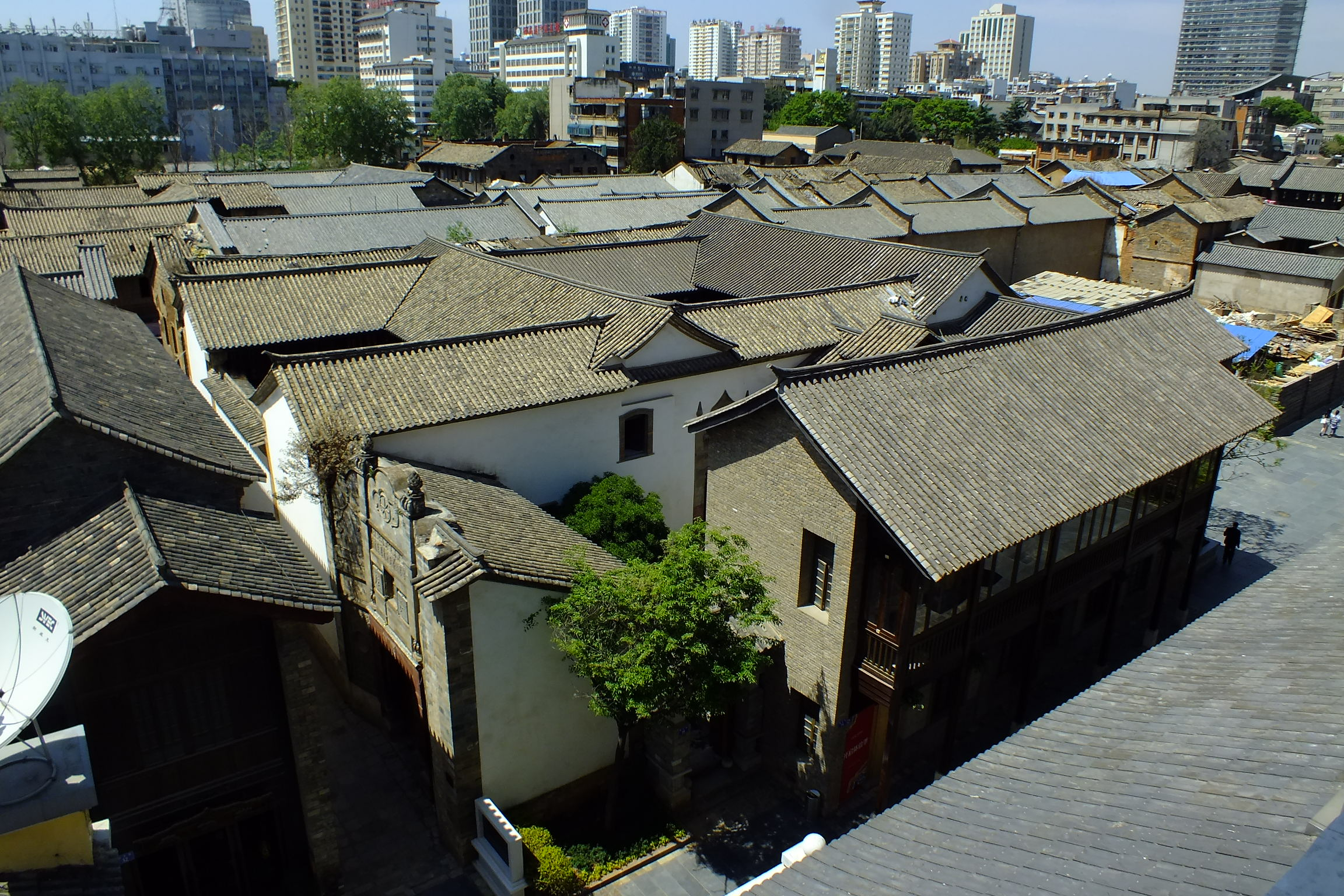
雲南省昆明市五華区に残る四合院

## 北京の四合院の概説
北京の四合院は、遼代には基本的な構造は形成されており、その後の金、元、明、清代を経て現在のような構成となった。明・清代に建てられた北京の四合院住宅は、約100年前に清朝が崩壊してから近年の再開発で多くが消えるまで、住人が何度も入れ替わった。その過程で、1軒の四合院に中庭を囲んで数世帯が雑居する『大雑院』が登場した。また、清朝の頃までは貴族や裕福な一族が住んでいた大きな邸宅が、中華人民共和国成立後に国家機関の職員の住宅として割り当てられた。このような大きく、かつ風格のある四合院を『深宅大院』という。北京四合院の中間は広く庭であり、中では花を植え、石を置くことが一般的である。またハナカイドウを植えて、大きい水甕で金魚を飼うのは良い寓意である。

### 北京の四合院の構造

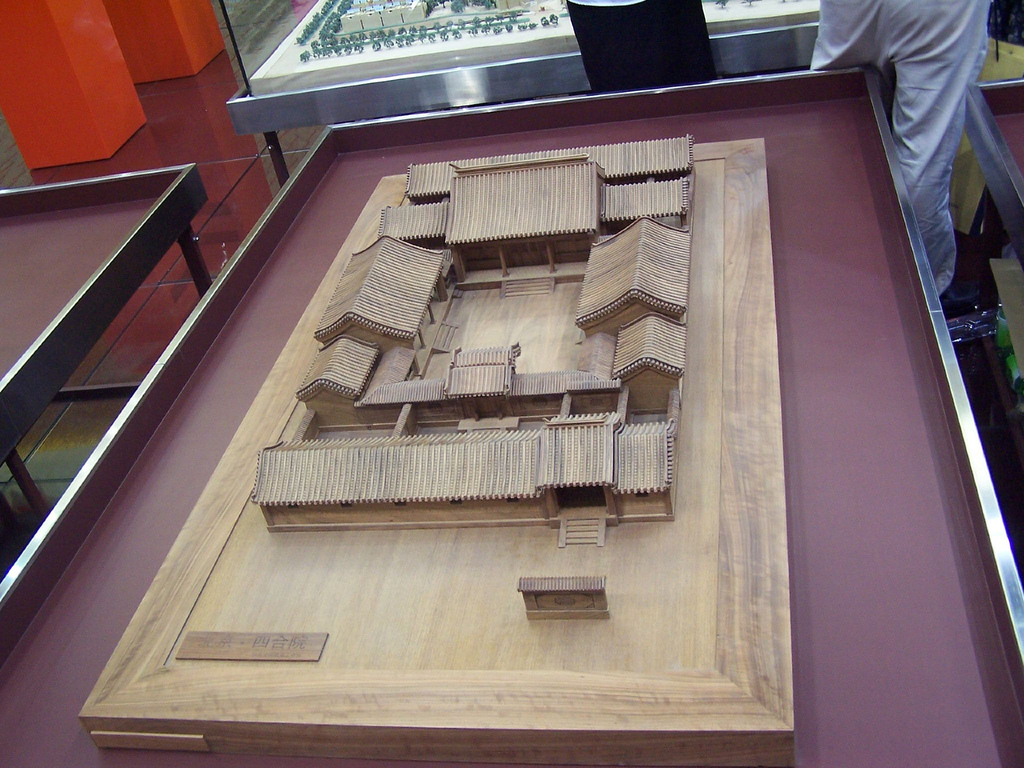
四合院の模型の写真。写真右下が南東の方角にあたり、大門がある。

四合院の「院」とは中庭（院子）のことで、中庭を中央に設け、中庭の中央に「十」文字の通路を作り、その東西南北の突き当たりに、それぞれ一棟ずつ建物を配置する。そのため四合院と呼ばれるようになった。北側に設けられるのが、「正房」であり、表座敷にあたり、主人夫婦が住む。そのため屋根も他の棟より高い。東側に設けられるのが、「東廂房」である。東のわきの間であり、主人の両親や長男が住む。西側に設けられるのが、「西廂房」である。西のわきの間であり、次男が住む。南側に設けられるのが、「倒坐房」であり、逆向きの間である。コックが住み、厨房や厠が設けられる。これらの4棟はそれぞれ独立して建てられており、中央の十文字の通路を通らなければ、訪問できない。四合院の大門（表門）は胡同に面し、外部からの客は大門（表門）を入って、狭い通路を通り、影壁に突き当たって左に折れ、前庭に出る。前庭は中庭とは「垂花門」（短い柱条の飾りの付いた門）で区切られている。前庭に面しているのが、倒坐房である。正房が四合院の北側すなわち、易の八卦でいう「坎」（かん）にあたる。大門（表門）は東南隅の方向にあるから、八卦でいう「巽」（そん・たつみ）にあたる。この「坎宅巽門」（かんたくそんもん）の配置が風水的に、もっとも理想であるとされる。

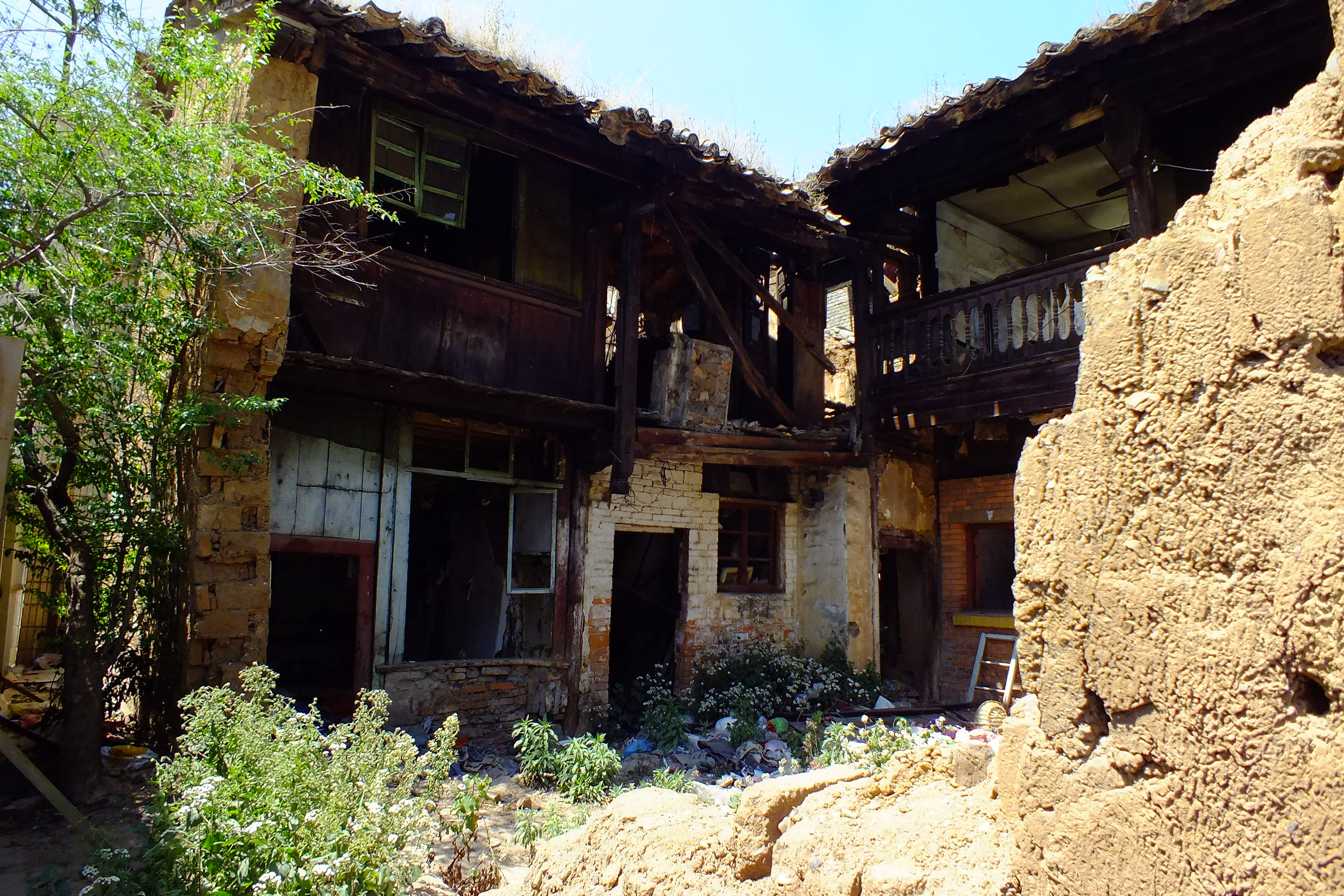
都市開発により壊されていく四合院廃墟(雲南省昆明市五華区)

### 四合院の院子（中庭）
伝統的な四合院の中庭に欠かせないのが樹木である。しきたりによると、母屋に向かって左右対称に樹が植えられた。植えられる樹木については、古いことわざに「桑柳楡槐不進宅」（桑、柳、楡、槐の木は宅に入れない）が鉄則とされた。桑は喪と発音が同じであるから、柳は葉の形のようにお金が流れ落ちてはいけないことから、楡はその節の多さから融通の利かなさの象徴だから、槐は漢字の右側に鬼の字があるから、とそれぞれ言われる。

### 現状
新中国の成立後は、一家が一つの四合院を占める例は激減した。21世紀に入って完全な形で見ることのできる四合院の多くは、学校や役所などの公共施設やホテルなどになった。一つの四合院を複数の世帯で共有するケースが主流である。2008年の北京オリンピック開催に伴う都市整備や再開発で、その多くが取り壊された。

## 魯迅と四合院
1919年魯迅こと周樹人は、故郷紹興・新台門にあった周一族の屋敷が売りに出されたので、北京内城西北区新街八道湾11号の四合院を購入し、魯迅の母、弟の周作人、末弟の周建人とその家族とともに居住した。この四合院は、南北63メートル、東西26メートル、敷地50坪ほどの二進式四合院であった。この四合院は、少なくとも1990年代末まで、一般の市民が暮らしていたが、彼が作品を書いた書斎がそのまま残っていた（北京市西城区新街口八道湾11号）。

## 著名人が居住した四合院を使用している記念館
四合院の多くは、一般的には見学は出来ないが、著名人の居住した四合院は参観が可能である。
- 魯迅記念館（魯迅が後に住んだ西城区西3条の四合院[10]）
- 茅盾故居
- 老舍記念館
- 郭沫若記念館
- 恭王府
- 梁思成故居

## 各地方の四合院の特徴
地方によって中庭の広さ、壁の厚さ等が異なる。北京、東北部等の寒冷地では日照を確保するため中庭を広くとっている上、屋根や壁を厚くしている。陝西省、山西省等では西日を避けるために東西の幅を狭く、南北の幅を長くしている。

## 現代の四合院
- 四合院ホテル(Old Beijing Square Hotel) - 伝統的な四合院をリノベーションしたホテル。北京には四合院ホテルを名乗るホテルは複数ある。[12]